# 小行星3438
小行星3438（英語：3438 Inarradas）是一颗围绕太阳公转的小行星。1974年9月21日，菲利克斯·阿圭勒天文台在圣胡安省发现了此天体。
这颗小行星的绝对星等为350.33926等。